# Логори Нацистичке Немачке у Шапцу
Логори нацистичке Немачке у Шапцу, као логори нижег ранга, који су имали за циљ прикупљање и даље упућивања српских заточеника ради коришћења њихове радне снаге, изузев оних предвиђених за стрељање у одмаздама, били су део разгранатог и свеобухватног подсистем логора, на територији Србије под немачком окупацијом. На територији Шапца од јуна 1941. до септембра 1944. постојала су три логора: логор затвору у Окружном суду (првом основаном), логор у касарнама на месту званом Сењак и логор у баракама на Сави.
Логори у Шапцу били су нека врста сабирних логора или успутних станица, у којима се заточеници нису дуго задржавали. Стално се мењао састав и број заточеника, једни су стрељани или интернирани у друге логоре, а на њихово место долазили су други коју су доживели судбину својих претходника.
Заа четири године окупације кроз логоре у Шапцу прошло је преко 30.000 Срба, Подринаца, Ваљеваца, Босанаца, од којих је у истом периоду (највише 1941. године) на стрељање изведено преко 3.000 лица.

## Предуслови
Пацификација и експлоатација, два главна циља немачког окупатора, могла су да се остваре само оснивањем разгранатог и свеобухватног система принуде у новооснованим логорима уз велико ангажовање војних и полицијских снага. Овакав став окупатора наметнуо је дефинисање нове типологије заточеничких логора у окупираној Србији, и одређивање њиховог места у целом немачком систему логора, како у самом Трећем рајху тако и у окупираним земљама. У том смислу, немачке логоре у Шапцу треба посматра кроз целокупни систем немачких концентрационих и радних логора у Рајху и окупираним земљама, као један подсистем, који је на територији Србије имао своје логоре нижег и вишег ранга, али увек са циљем прикупљања и даљег упућивања заточеника ради коришћења њихове радне снаге, изузев оних предвиђених за стрељање у одмаздама. То је условило и све веће повезивања немачких логора у Шапцу са осталим логорима у окупираној Србији, логорима Независне Државе Хрватске, као и са немачким логорима на њеној територији.
Оснивање логора широм Србије, имало је циљ што лакше и темељитије спровођење тортуре над српским народом и спровођења планског и систематског геноцида над Јеврејима и Ромима, нацисти су у Србији почев од маја 1941. године, прво формирали логоре у којима су били заточени Јевреји и заробљени припадници Југословенске војске, а потом и припадници комунистичког и четничког покрета и њихови симпатизери. Систем оснивања логора имао је примарно за циљ коначно решење јеврејског питања у Србији и заснивао се на нацистичкој идеологији — физичком уништењу у концентрационим логорима, којом је требало да се оствари нацистичко-расистичка теорија о „чистоћи аријевске расе” али и „теорија о чистоћи српске, хрватске, мађарске или бугарске нације” ликвидирањем Рома и за режим неприхватљивих Срба.

## Улазак Немачке војске у Шабац и оснивање логора
Јединице Немачке војске ушле су у Шабац 13. априла 1941. године и у њему за кратко време успоставиле окупациону власт, основале неколико установа и обновиле стари полицијско управни апарат: Среско начелство, жандармеријске станице, судове (општински и окружни) и општинску управу.
За свега неколико дана рата шабачки округ нашао се под нацистичком окупацијом. Распарчавањем Краљевине Југославије Подриње је поново постало погранична област Србије, јер су крајеви преко Дрине и Саве ушли у састав Независне Државе Хрватске.
Први дана маја на улицама и у кућама Шапчана појавиле су се прве групе жандарма који су заједно са немачким војницима започели прва хапшења, бивших затворенике из Шабачког затвора, који су на почетку рата пуштени из затвора, комуниста и комунистичких симпатизере а потом и таоца. Тридесет виђенијих грађана затворено је 4. маја. Тог дана формиран је и први логор у Шапцу.
Немци су тих дана маја највише хапсили таоце који су чували у затвору као њихову личну заштиту. Хапшење талаца настављено је целог лета 1941. године и сви су прво затварани у логору Окружног затвора.
Потом је следило оснивање још два логора; у баракама на Сави, 20. јула 1941. године и Сењаку, 30. септембра 1941. и у касарнама бивше краљевске југословенске војске и на крају града.
Најдрастичнији примери окрутности окупатора у периоду пре напада четника на Шабац били су: убиство преко 140 српских сељака у Прњавору 20. и 21. августа и јавно вешање (након стрељања) у центру Шапца, 21. августа.
Током борби за Шабац, Немци су почели да пуне зграду суда грађанима хапшеним на улицама или њиховим кућама, сурово поступајући према њима. Последња два дана септембра (29. и 30.), Немци су простор Зелене пијаце (централни део града код градске тржнице) испунили са неколико хиљада
Мачвана, изведеним из затвора Окружног суда. Након што су их поделили по групама (свако село једна група) изложили су их мучењу како би признали учешће у устанку и везу са устаницима. Потом су Немци издвојили, а касније и стрељали велики број мачванских сељака. Егзекуција је у та два дана извршена у Бенској бари (данас истоименом стамбеном насељу).
Заточеници који су приликом разврставања остали ван група за стрељање, пребачени су у логоре на Сењаку и на Сави.

## Затвор-логор у Окружном суду
Оснивање логора
У овом најмањем логору у Шапцу, који је први основан, рад је званично почео након хапшење и затварање талаца 4. маја 1941. године. Хапшење је настављено и следећих недеља, а трајало је током целог лета. Затвореници, углавном криминалци, пуштени пред долазак Немаца, поново су ухапшени пошто је окупаторска власт почела да функционише. Заточеници се нису дуго задржавали, само онолико колико је трајала истрага, изузев у време масовних хапшења у другој половини 1941. године. Логор су попуњавали и таоцима из Посавотамнаве, Поцерине и Јадра.
Инфраструктура
Пре рата, у овој згради простор су делили полиција (приземље и први спрат) и Окружни суд, који је своје затворенике држао на другом и трећем спрату. Након окупације урађене су одређене измене у просторној организацији зграде правде.
До краја септембра 1941. полиција и Немци су располагали приземљем и првим спратом (у коме су испитивали затворенике), док је други и трећи спрат припао Окружном суду. Касније је суду додељен мали број собе на трећем спрату, а све остало је попуњено затвореницима под истрагом или таоцима.
Кућни ред и тортуре затвореника
У овом затвору није постојао устаљен кућни ред, који се мењао у зависности од нахођења управе затвора. Тако да су заточеници били излагани бројним физичким тортурама и ускраћивању редовног обедовања и спавања.
Почетком септембра логор је растерећен ослобађањем великог броја талаца. Изашли су захваљујући интервенцијама и разним уверењима која су добијали од општинских управа. Нова хапшења вршена су почетком септембра, а циљна група су биле породице и симпатизери партизанског покрета.
Сви затвореници изведени су и постројени испред зграде затвора 15. септембра, а нешто више од тридесет прозваних одвојено и транспортовано у Бањички логор.33 Била је то прва група Шапчана пребачена из овог затвора-логора у друге. Од тада, па све до напада партизана на Шабац ту остајали само криминалци.
Током боравка у овом затвору део заточеника је изгубио живот. Уморства су вршена вешањем у дворишту затвора или стрељањем у Бенској бари и у Кленку.
Престанак рада
Функционисање овог логора-затвора окончано је тек одласком непријатеља и ослобођењем Шапца 1944. године.

## Логор у касарнама југословенске војске
Логор су формирале немачке војне јединице 342. пешадијске дивизије 30. септембра 1941. у касарнама бивше краљевске југословенске војске, на крају града, на месту званом „Сењак”, како би у њега сместиле похапшене таоце из Шапца и околине после „крвавог марша”, а затим и из целог Подриња и са других простора бивше Југославије.
Називи логора
Званични назив логора био је   или у преводу пролазни, привремени логор. Логор је био познат и под именом; „Логор на Сењаку” „Велики логор”, односно „Шабачки лагер”, како га је народ звао.
Намена
Овај логор, није имао карактер концентрационог, више је имао пролазни карактер и постојао је до лета 1942. године.
Прво је у логор дотерано око 5.000 хиљада Шапчана, а убрзо и неколико хиљада Поцераца и Мачвана. Наредних дана настављено је са дотеривањем заточеника из Мачве, Јадра, Посавотамнаве, Рађевине. Како се у једном моменту у логору нашло око 22.000 заточеника, сви нису могли да стану у касарнске просторије, велики број ухапшених сељака остао напољу под отвореним небом, у сталном ишчекивању да неког стрељају или пусте кући како би добили кров над главом. Ту, у кругу логора затвореници су били подељени на групе по општинама.
Како се није могао сместити све већи број ухапшеника, 6. октобра су стигли представници Гестапоа и Специјалне полиције и почели испитивање затвореника. Већ тог дана, уз истовремена стрељања, пустили су око 300 талаца. Прва група је одвојена 12. октобра. Остале затворенике подвргли су сталном малтретирању: „батинали су их и пуштали псе на поједине логораше”. Затворенике су све више користили за разне физичке радове, што је уз јако лошу, слабу и неуредну храну утицало на разбољевање и умирање појединих затвореника.
Прилив нових затвореника десио се у новембру и децембру 1941. To су били ухапшени партизани или активни сарадници НОП-а из разних крајева северозападне Србије. Међу ухапшенима било је и четника. Посебно велика група доведена је из Лознице.
Заточенике одређене за стрељање често су изводили у околину Шапца или у Срем и тамо их усмрћивали. Догађало се да је Гестапо вршио стрељање и вешање у касарнском кругу пред зору.
| „ | Сви одређени за стрељање морали су да скину одела. Затвореници су себи копали гробнице, а свака следећа група затрпавала је претходне. У кругу логора окупатори су вешали затворенике. Прво вешање извршено је у октобру. Током новембра и децембра кроз Шабац је проведено седам великих група за стрељање. По датумима то је текло овако: 3. новембра око 150; 9. новембра такође око 150; 20. новембра око 300; 28. новембра око 200; 15. децембра 180—200 и 23. децембра око 100 лица. | ” |

Оваква ситуација у логору наметала је његово масовније пражњење, које је почело почетком децембра, на начин што су затворенике отпуштали кућама, интернирали или стрељали. Најпре су ослободили оне који су изразили жељу да ће продужити борбу против народноослободилачког покрета; међу којима су доминирале присталице Љотићевог покрета, жандарми, председници општина и кметови. По разним основама до 9. октобра ослобођено је око 1.000 лица.
Како пражњење логора није ишло тако брзо, 1. новембра 1941. и даље сви логораши нису могли да се сместе у логорске објекте (касарне). Према дневнику проте Бабовића, почетком новембра у логору је било око 12.000 лица.
Један број затвореника транспортован је на рад у руднике Србије. Тако је у рудник Костолац упућено „као помоћна радна снага 300 мушкараца, у угљенокоп Сењски рудник 300 мушкараца, а у руднике лигнита Костолац и Кленовник (северно од Пожаревца) 300 мушкараца”.
У логору је вршена и агитација за „добровољни” одлазак на рад у Немачку. Многи затвореници, не видећи начин и други излаз из логорског круга све више су се пријављивали.
Мада је логор на Сењаку нагло пражњен, он је истовремено поново попуњаван заробљеним партизанима, који су се враћали на терен Подриња да покушају да организују народноослободилачки покрет у Мачви.
| „ | Према неким квислиншким извештајима, само у другој половини децембра ухапшено je 112 партизана, међу којима се налазио и Стјепан-Стево Филиповић. Један део ових партизана похапсили су четници и предали Немцима. Сви су подвргнути мучењима најпре у затвору Окружног суда, а затим су пребачени у логор на Сењаку. Одатле су их Немци после краћих саслушања и мучења стрељали. У јануару 1942. године позната су четири масовна стрељања у Шапцу, када је стрељано око 500 затвореника. | ” |

Након све масовнијих злодела логор је до пролећа 1942. био скоро празан. Последња група која се састојала од 30 заробљених партизана највећим делом пребачена је у логор на Сави.

## Логор у баракама на Сави
Овај, трећи логор у Шапцу, по својој структури разликовао се од Сењачког, и више је одговарао концентрационом логору. И овај нацистички логор, који је постојао све време окупације у Шапцу, основала је 20. јула 1941. године немачка војска. Кроз логор је током његовог постојања прошло око 30.000 становника Мачве. Затвореници су углавном држани у логору као таоци за стрељање из одмазде.
Размештај и инфраструктура
Логор је био смештен у старим војним баракама бивше југословенске војске, на десној обали Саве на простору око „Старог града” (тврђаве старе преко 500 година из доба Османлија). Инфраструктура логора која се састојала се од шест барака, насупрот којих су се налазиле: управна зграда, зграде за магацине, радионице и кухиње, била је размештена у троуглу који се граничио са североистока Савом, са северостока касарнама у којима су биле смештене Немачке јединице, а са југа речицом Камичак и друмом који је водио ка градској кланици. Бараке су биле дугачке 45 а широке 10 метара. Свака је имала два главна улаза (северозападни и југозападни), и по две велике собе у које се улазило из мањег предворја, са обе стране бараке. У заједничким собама повремено је боравило и до 70 заточеника.
Логор је био оивичен са три стране: источно узаним клином између Камичка и Саве, а са треће касарнама немачке војске. Споља је био опасан прво са једним а потом са два реда бодљикаве жице. У кругу логора било је неколико кула осматрачница.
Управа логора
Управу логора чинили су немачки војници, који су заједно са фолксдојчерима давали стражу, све док исту 1943. и 1944. нису преузели припадници Руског заштитног корпуса (белогардејци обучени у немачке униформе), а једно краће време и домаћи квислинзи.
Почетком 1942. када се припремала ликвидација логора Сењак, око логора на Сави постављена су два реда бодљикавих жица, и неколико осматрачница, које су изградили Босанци пре њиховог премештања из логора на Сењаку у овај логор.
Почетак рада и живот у логору
Логор почео је са радом, када су 20. јула 1941. похапшени Јевреји из Шапца, који су њему остали до краја јануара 1942. године. Један део Јевреја стрељан је током октобра 1941, а остатак (жене и деца), пребачени су у логор на Сајмишту јануара 1942.
После Јевреја нацисти су у логор у првој половини 1942. дотерали неколико стотина ухапшених Босанаца, а онда су почели да пристижу затвореници из целог Подриња, Ваљева, Ужица и других места. До априла месеца већина заробљених партизана је стрељана или интернирана, а мањи број је пуштен кућама. Тако да је у мају 1942. логор остао полупразан.
У периоду од пролећа 1942. до пролећа 1943, у логору на Сави највише је било оних који нису испунили обавезе у давању жита и стоке окупатору, као и они који су похапшени за принудни рад. Логор је поново почео да се масовно пуни у пролеће 1943, довођењем припадника и симпатизера народноослободилачког покрета и четника.
Последња година логора
Почетком 1944. окупатор је извршио нова масовна хапшења сарадника HOП-a, када је за неколико дана ухапшено преко 200 Подрињаца. Највећи део убрзо је интерниран преко Бањице у Немачку. Последњи затвореници из логора упућени су на Бањицу 19. септембра 1944. године, а остали су пуштени кућама. Тог датума логор је званично престао да постоји.
Последице
| „ | Према размерама терора и броју мртвих које је оставио за собом он је, након Логора на Сајмишту, Логора на Бањици и Логора на Црвеном крсту у Нишу, представљао четврти логор на територији немачке окупационе зоне у Србији. Комисија за утврђивање злочина окупатора и његових помагача пописала је именом и презименом преко 2.500 жртава Концентрационог логора на Сави. | ” |